# Tōjimbō

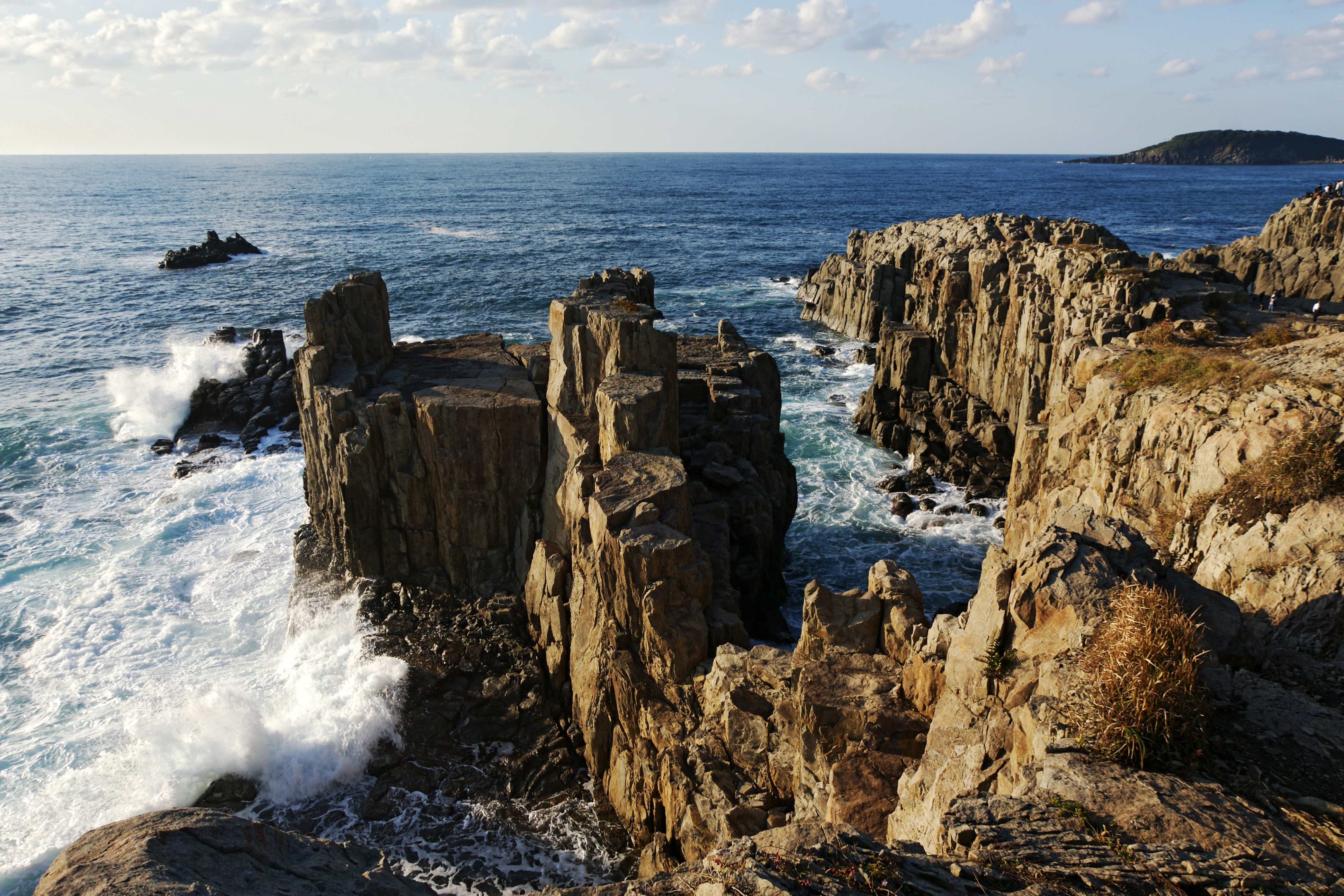
Sandan- (三段岩, Sandan-iwa) und Byōbu-Felsen (屏風岩, Byōbu-iwa)

Tōjimbō (jap. 東尋坊) ist eine Steilküste im japanischen Mikuni, Sakai in der Präfektur Fukui. Sie ist 30 Meter hoch und besteht aus pyroxenen Andesiten, die sich über einen Kilometer lang erstrecken. Die Steilküste ist Teil des Quasi-Nationalparks Echizen-Kaga-Küste.

## Legenden
Nach einer verbreiteten Legende stamme der Name Tōjinbō von einem gleichnamigen korrupten buddhistischen Mönch eines Heisen-ji-Tempels (平泉 寺). Er sei bei den Einheimischen so verhasst gewesen, dass sie ihn kurzerhand zu den Klippen geschleppt und ins Meer geworfen hätten. Eine alternative Variante der Legende besagt, der Mönch habe sich in eine wunderschöne Prinzessin namens Aya verliebt und sei von einem Nebenbuhler von den Klippen gestoßen worden. Nach beiden Varianten habe sein rachesüchtiger Geist über den Wassern geschwebt und jedes Jahr ungefähr zur gleichen Zeit die Gegend mit wilden Stürmen und verheerendem Regen heimgesucht. Einige Jahrzehnte später habe ein Wanderpriester Mitleid mit den Nöten der Anwohner und dem Geist Tōjinbōs gehabt und eine Totenzeremonie für ihn abgehalten. Das habe den Geist befriedet und die Unwetter hätten von Stund an aufgehört.

## Einzelnachweis
1. ↑  Die Legende vom unliebsamen Priester. Japan National Tourism Organization, abgerufen am 10. November 2020.

Koordinaten: 36° 14′ 16″ N, 136° 7′ 31″ O